# Stegenwaldhaus (Selbitz)
Stegenwaldhaus ist ein Gemeindeteil der Stadt Selbitz im Landkreis Hof (Oberfranken, Bayern). Stegenwaldhaus liegt in der Gemarkung Dörnthal.

## Geografie
Das Dorf liegt direkt an der Bundesautobahn 9. Es hat einen Haltepunkt an der Bahnstrecke Hof–Bad Steben. Die Kreisstraße HO 7 führt nach Sellanger (1,1 km nordwestlich) bzw. die A 9 überbrückend nach Lipperts (2,4 km südlich).

## Geschichte
Am 1. Juli 1976 erfolgte die Umgemeindung des größten Teils des Leupoldsgrüner Gemeindeteils Stegenwaldhaus nach Selbitz. Zugleich erfolgte die Umgemeindung des Köditzer Gemeindeteils Stegenwaldhaus. Beide Orte wurden zum Selbitzer Gemeindeteil Stegenwaldhaus vereinigt.

### Einwohnerentwicklung
| Jahr        | 001987 | 002021 |
| Einwohner   | 89     | 78     |
| Wohngebäude | 23     |        |
| Quelle      | [ 6 ]  | [ 1 ]  |